# Толкачёв, Николай Григорьевич
Николай Григорьевич Толкачев (25 октября 1921 года, Ишим — 11 июня 1984 года, Владимир) — советский тренер по гимнастике, заслуженный тренер СССР, Почётный гражданин Владимирской области.
Известен как создатель владимирской школы спортивной гимнастики и тренер семикратного олимпийского чемпиона Николая Андрианова.

## Биография

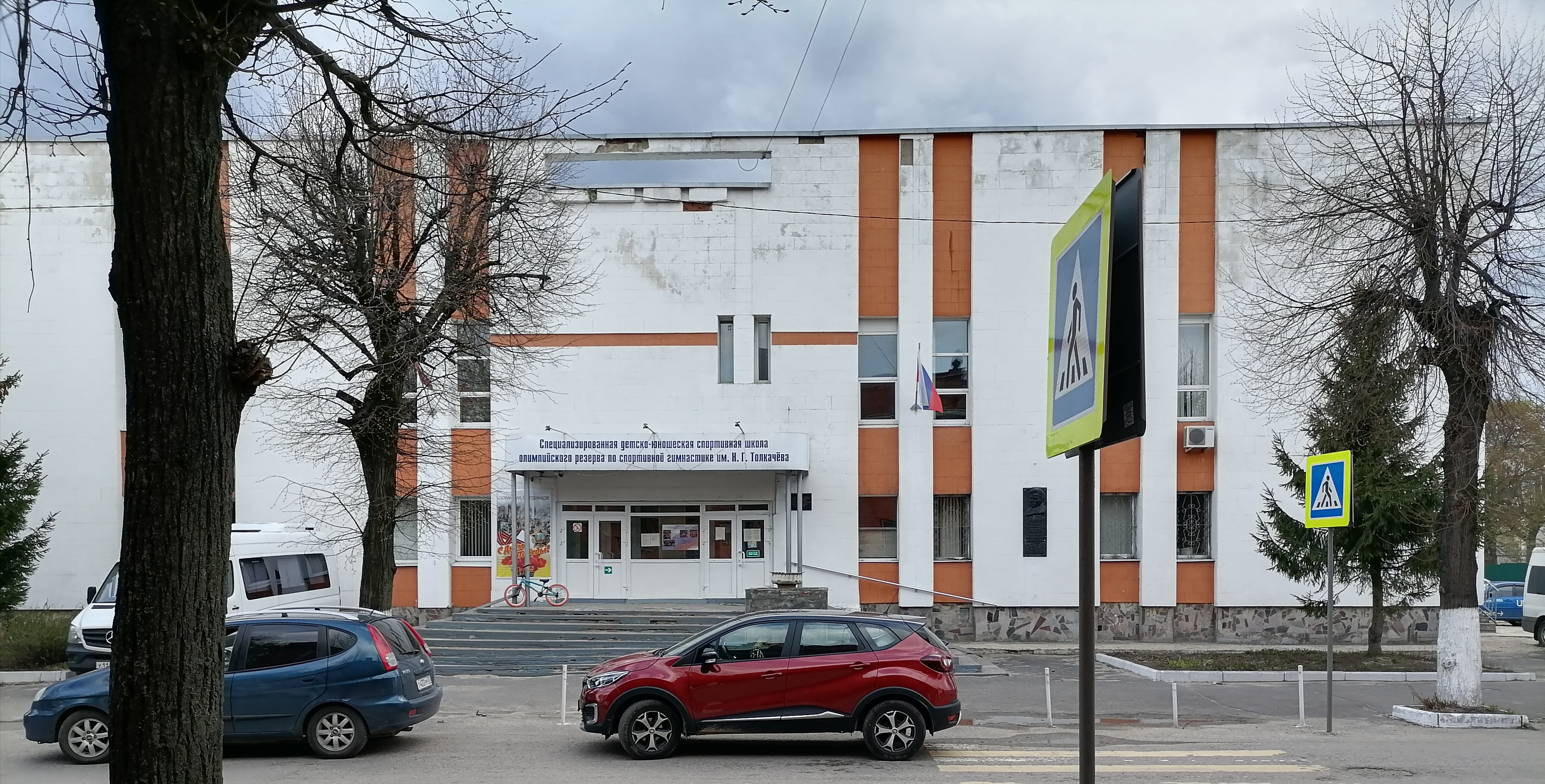
ДЮСШ им. Толкачёва

Николай Толкачев родился 25 октября 1921 года в поселке Ишим в Тюменской области. Его с младшими братом и сестрой воспитывала мама. Дядя Николая Толкачева помог семье переехать в Усть-Ишим Омской области. Николай Толкачев окончил школу с медалью, затем поступил в Омское лётное училище.
.
Во время учёбы произошел случай, когда Толкачев решил полетать на самолете без инструктора, вследствие чего, был исключён из партии и отчислен из училища. Его отправили на фронт в составе штрафной воздушной эскадрильи. В марте 1943 года Толкачев был переведён в обычную боевую часть. За военную службу был награжден орденом Славы и Красной Звезды. После окончания войны стал студентом столичного института физкультуры. Затем переехал в Норильск и работал завучем спортивной школы и тренером по спортивной гимнастике на протяжении 10 лет.
После переезда в город Владимир, он, как тренер, стал заниматься с группой детей, среди которых был Николай Андрианов. Тренер заметил у начинающего гимнаста большой потенциал. Когда Андрианов заболел, Толкачев взял его жить в свою семью, следил за его учебой, делал с ним уроки и ходил в школу. Каждый раз, когда Андрианов бросал занятия гимнастикой, его наставник возвращал его в гимнастический зал.
Под руководством Толкачева Андрианов занял в 1970 году первое место в вольных упражнениях и третье место в упражнениях на коне. Спустя год на чемпионате Европы в вольных упражнениях стал первым. В 1972 году стал абсолютным чемпионом СССР, стал обладателем Кубка СССР, а затем получил золотую медаль Олимпийских игр.
Толкачев был тренером сборной СССР на Олимпийских играх 1976 и 1980 годов.

Могила на Улыбышевском кладбище

Умер в 1984 году. Похоронен на Аллее Славы городского кладбища Улыбышево.

Мемориальная доска во Владимире

Во Владимире в 1991 году в честь Николая Толкачева была переименована СДЮШОР (Спортивный пер., д. 1). На здании СДЮШОР установлена мемориальная доска (скульптор В. А. Шанин).
Жена — Любовь Толкачева.

Мемориальная доска на д. 32 по ул. Большая Нижегородская во Владимире

Николай Толкачев посмертно удостоен звания «Почётный гражданин Владимирской области». В день столетия, 25 октября 2021 года, на доме, где жил Толкачев (г. Владимир, ул. Большая Нижегородская, 32), установлена мемориальная доска.

## Награды и звания
- нагрудный знак «Отличник физической культуры и спорта» (1961 год)
- медаль «За доблестный труд. В ознаменование 100-летия со дня рождения Владимира Ильича Ленина» (1970 год)
- орден Красной звезды[8]
- орден Славы
- Заслуженный тренер СССР (1971 год)
- медаль «За трудовую доблесть» (1971 год)
- орден «Знак Почета» (1972 год)[9]
- орден Ленина (1976 год)
- Почётный гражданин Владимирской области (2015 год)